# A 67-es út (Republic)
A  67-es út egy dal címe, ami a Republic együttes Disco című albumán jelent meg 1994-ben. A szöveg és a dal szerzője egyaránt Cipő volt.

## A dal keletkezése, fogadtatása
A Republic együttes első nagyobb koncertje Balatonlellén egy tehetségkutató fesztiválon volt, a 67-es főút mellett, így ezt az utat az együttes eredettörténete részeként tartják számon, ugyanakkor Cipő azt nyilatkozta, hogy a dalt egy kaposvári lányhoz – volt feleségéhez – írta még korábban. 1997-ben az Artisjus Huszka Jenő-díját, mint 1996 legsikeresebb dala, A 67-es út kapta. 2006-ban az origo.hu portál a magyar könnyűzene legismertebb dalai közül olvasói szavazata alapján választotta ki minden idők álomslágereit. A közönségszavazatok alapján A 67-es út a dobogóról ugyan lecsúszott, de a tíz legjobb magyar sláger közé bekerült.
A dalt tartalmazó albumok két ízben is platinalemezesek lettek: 1995-ben a Disco című album, másodszor a 20 éves ünnepi koncert című dupla koncertalbum 2013-ban.
A dal ma már a Republic örökzöldjei közé tartozik, a keletkezése óta eltelt közel negyed évszázaddal is játsszák rádiókban, az együttes amíg koncertezett, nem hiányzott a fellépésükről ez a dal.

## Hatása
Kaposváron a 67-es főút belterületi szakaszán, az ún. Deseda-híd után 1997. október 2-án avatták Kling József szobrászművész alkotását, a Hazatalálok-emlékművet.
A 67-es út 2019 végén megnyitott új, településeket elkerülő, négysávos szakaszán készült el az első magyar zenélő út. A kérdéses kb. 500 méter hosszú szakasz az út 59. kilométerénél (a Balatontól Kaposvár felé haladva, a Mernye és Mernyeszentmiklós közötti szakaszon) lett kialakítva, ahol a külső sáv külső szélére ráhajtva a Republic együttes A 67-es út című dalának dallama hallható. A zenélő szakasz igénybe vételére ajánlott sebesség 80 km/h.